# 巴尔特朗
巴尔特朗（法語：Bartherans，法語發音：[baʁtəʁɑ̃]）是法国杜省的一个市镇，位于该省西南部，属于贝桑松区。

## 地理
巴尔特朗（47°2'30"N, 5°55'43"E）面积5.81 平方千米，位于法国勃艮第-弗朗什-孔泰大區杜省，该省份为法国东部内陆省份，北起上索恩省，西接汝拉省，东部及东南部与瑞士接壤，东北部与贝尔福地区省接壤。
与巴尔特朗接壤的市镇（或旧市镇、城区）包括：米永、龙绍、伊夫雷、勒瓦勒。

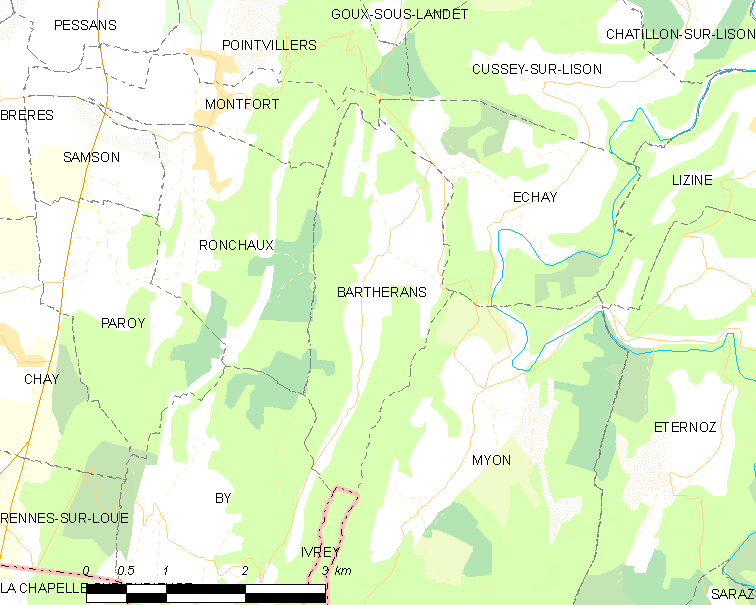
巴尔特朗的OSM定位图

巴尔特朗的时区为UTC+01:00、UTC+02:00（夏令时）。

## 行政
巴尔特朗的邮政编码为25440，INSEE市镇编码为25044。

## 政治
巴尔特朗所属的省级选区为圣维特县。

## 人口

1962-2008年间巴尔特朗人口变化图示

巴尔特朗于2022年1月1日时的人口数量为60人。